# شهر بیرو
شهر بیرو (به لاتین: Biru Town) یک شهرک در جمهوری خلق چین است که در Biru County واقع شده‌است. شهر بیرو ۳٬۹۱۲ متر بالاتر از سطح دریا واقع شده‌است.